# Halowe Mistrzostwa Europy w Lekkoatletyce 2011 – bieg na 1500 m mężczyzn
Bieg na 1500 metrów mężczyzn – jedna z konkurencji rozegranych podczas halowych lekkoatletycznych mistrzostw Europy w hali Palais Omnisports de Paris-Bercy w Paryżu.

## Terminarz
| Data    | Godzina |            |
| ------- | ------- | ---------- |
| 5 marca | 14:50   | Eliminacje |
| 6 marca | 16:20   | Finał      |

## Rezultaty

### Eliminacje
Rozegrano 3 biegi eliminacyjne, do których przystąpiło 25 biegaczy. Awans do finału dawało zajęcie jednego z pierwszych dwóch miejsc w swoim biegu (Q). Skład finału uzupełniło trzech zawodników z najlepszymi czasami wśród przegranych (q).

#### Bieg 1
| Poz. | Tor | Zawodnik        | Reprezentacja   | Czas    | Uwagi |
| ---- | --- | --------------- | --------------- | ------- | ----- |
| 1    | 8   | Manuel Olmedo   | Hiszpania       | 3:43.51 | Q, SB |
| 2    | 6   | Kemal Koyuncu   | Turcja          | 3:43.57 | Q, PB |
| 3    | 2   | Bartosz Nowicki | Polska          | 3:43.75 | q     |
| 4    | 7   | Goran Nava      | Serbia          | 3:43.78 | q     |
| 5    | 3   | Jamale Aarrass  | Francja         | 3:45.16 | q     |
| 6    | 4   | Wouter de Boer  | Holandia        | 3:45.79 | PB    |
| 7    | 9   | Florian Orth    | Niemcy          | 3:47.47 |       |
| 8    | 1   | Andreas Vojta   | Austria         | 3:49.24 |       |
| 9    | 5   | Colin McCourt   | Wielka Brytania | 3:52.56 |       |

#### Bieg 2
| Poz. | Tor | Zawodnik             | Reprezentacja   | Czas    | Uwagi |
| ---- | --- | -------------------- | --------------- | ------- | ----- |
| 1    | 7   | Diego Ruiz           | Hiszpania       | 3:47.32 | Q     |
| 2    | 3   | Jakub Holuša         | Czechy          | 3:47.39 | Q     |
| 3    | 2   | Mateusz Demczyszak   | Polska          | 3:47.67 |       |
| 4    | 4   | Christoph Lohse      | Niemcy          | 3:48.52 |       |
| 5    | 5   | Nick McCormick       | Wielka Brytania | 3:48.65 |       |
| 6    | 6   | Ate van der Burgt    | Holandia        | 3:48.97 |       |
| 7    | 8   | Hélio Gomes          | Portugalia      | 3:49.22 |       |
| 8    | 1   | Kristof Van Malderen | Belgia          | 3:49.85 |       |

#### Bieg 3
| Poz. | Tor | Zawodnik            | Reprezentacja | Czas    | Uwagi |
| ---- | --- | ------------------- | ------------- | ------- | ----- |
| 1    | 4   | Carsten Schlangen   | Niemcy        | 3:47.06 | Q     |
| 2    | 5   | Juan Carlos Higuero | Hiszpania     | 3:47.06 | Q     |
| 3    | 7   | Ołeksandr Borysiuk  | Ukraina       | 3:47.84 |       |
| 4    | 3   | René Stokvis        | Holandia      | 3:48.27 |       |
| 5    | 6   | Yoann Kowal         | Francja       | 3:48.51 |       |
| 6    | 1   | Adam Czerwiński     | Polska        | 3:48.55 |       |
| 7    | 8   | Roman Fosti         | Estonia       | 3:48.98 |       |
| 8    | 2   | Barnabás Bene       | Węgry         | 3:50.24 |       |

### Finał
| Poz. | Tor | Zawodnik            | Reprezentacja | Czas    | Uwagi |
| ---- | --- | ------------------- | ------------- | ------- | ----- |
|      | 8   | Manuel Olmedo       | Hiszpania     | 3:41.03 | SB    |
|      | 6   | Kemal Koyuncu       | Turcja        | 3:41.18 | NR    |
|      | 2   | Bartosz Nowicki     | Polska        | 3:41.48 |       |
| 4    | 7   | Carsten Schlangen   | Niemcy        | 3:41.55 |       |
| 5    | 3   | Jakub Holuša        | Czechy        | 3:41.57 | SB    |
| 6    | 4   | Juan Carlos Higuero | Holandia      | 3:42.29 | SB    |
| 7    | 9   | Goran Nava          | Serbia        | 3:42.37 | SB    |
| 8    | 1   | Jamale Aarrass      | Francja       | 3:44.08 |       |
| 9    | 5   | Diego Ruiz          | Hiszpania     | 3:51.67 |       |